# Squak Mountain
Der Squak Mountain ist der zweitwestlichste Berg in den Issaquah Alps, einer Gebirgsgruppe im King County im US-Bundesstaat Washington. Er liegt zwischen dem Cougar Mountain im Westen und dem Tiger Mountain im Osten. Die Interstate 90 verläuft parallel zur Basis auf der Nordseite des Berges. Ein großer Teil des Einzugsgebietes entwässert in den Lake Sammamish. Der größte Teil des Berges ist als Squak Mountain State Park und als Cougar/Squak- bzw. Squak/Tiger-Corridor geschützt.
Der Squak Mountain besteht aus drei Hauptgipfeln:
- dem Central Peak 2.024 ft (617 m),[2]
- dem West Peak 1.995 ft (608 m)[3] und
- dem Southeast Peak 1.673 ft (510 m).[4]

Der Name „Squak“ kommt vom Southern Lushootseed Ortsnamen /sqʷásxʷ/, was auch den Wortstamm für die Namen Issaquah Creek und Issaquah bildet.

## Geschichte

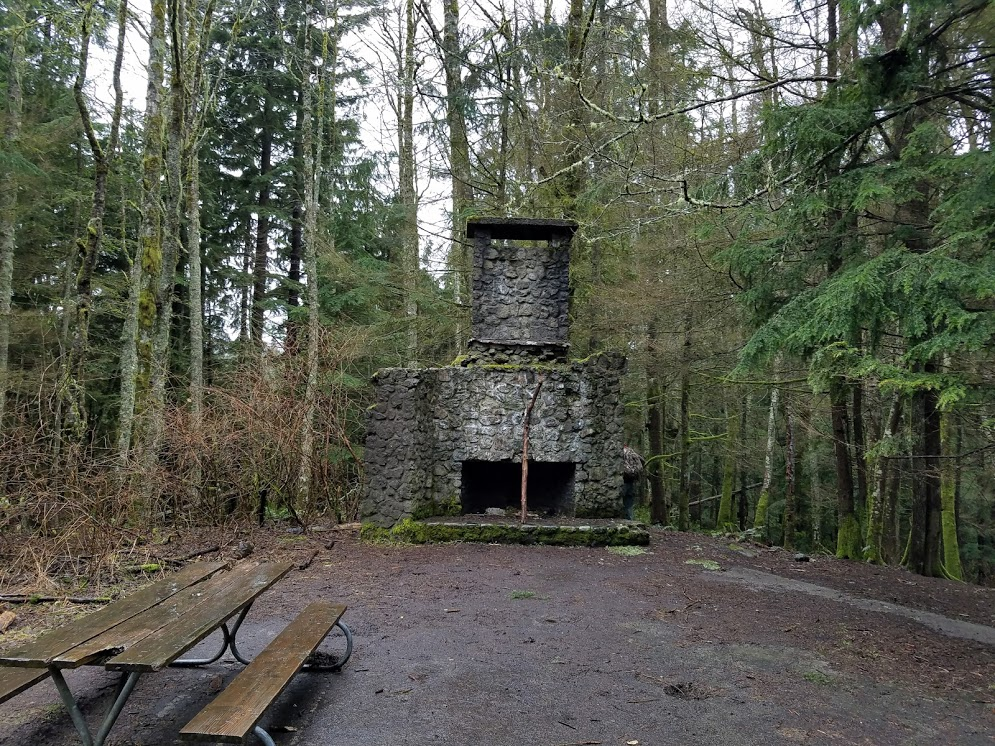
Reste des Hauses der Familie Bullitt am Squak Mountain

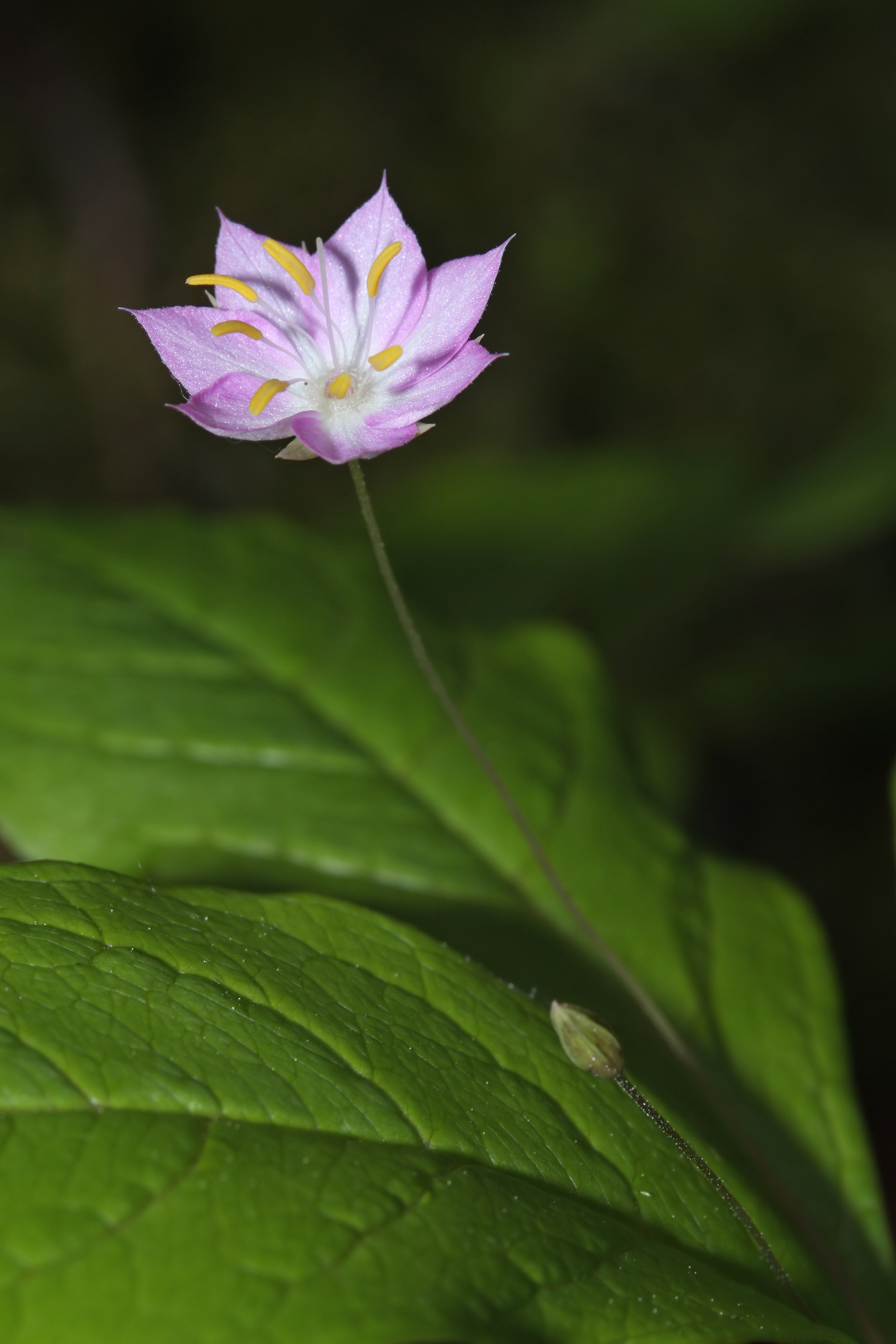
Der Breitblättrige Siebenstern (Trientalis latifolia) ist eine einheimische ausdauernde Pflanze am Squak Mountain.

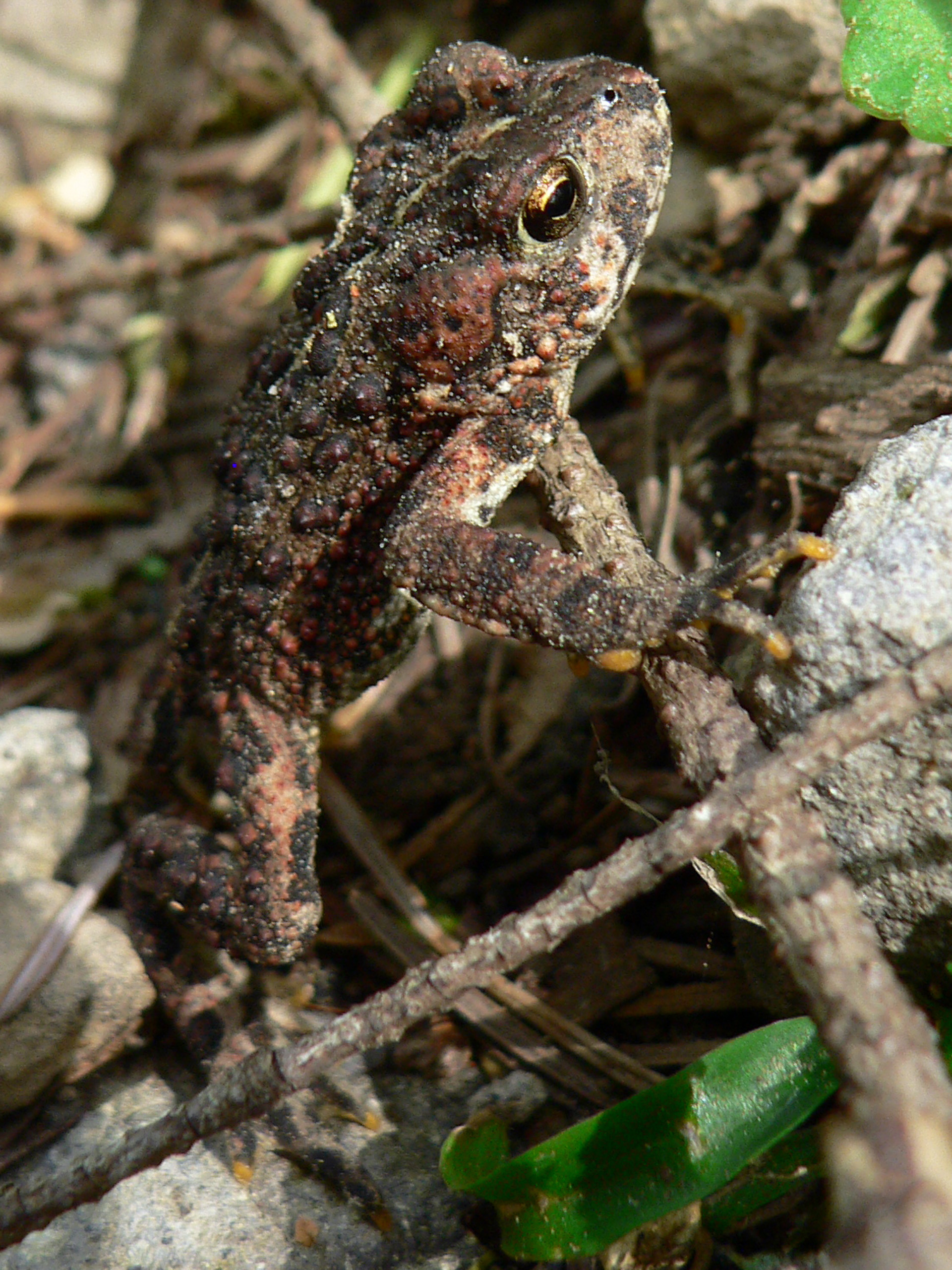
Die Polarkröte (Bufo boreas) ist ein einheimischer Lurch am Squak Mountain.

Der Squak Mountain kommt erstmals 1859 in der Geschichtsschreibung der europäischen Siedler vor, als dort Kohle entdeckt wurde. Dies befeuerte die Eröffnung der ersten Kohlengrube in Issaquah (1862) und Renton (1863). Während es heute keinen Kohlenabbau am Squak Mountain mehr gibt, sind doch die von den verlassenen Minen ausgehenden Gefahren einer der Gründe, warum das Gebiet nicht besiedelt wurde.
Der Squak Mountain State Park wurde 1972 gegründet. Den Ausgangspunkt bildete eine Landüberlassung von 590 Acres (239 ha) durch die Familie Bullitt. Das Land liegt in der Nähe des Gipfels und die Überlassung bestimmte, dass das Gebiet in seinem naturnahen Zustand zu belassen sei. Diese Auflagen finden sich auch heute noch in den erweiterten Restriktionen zur Parknutzung am Gipfel, auf der ursprünglich der Familie Bullitt gehörenden Parzelle. Die Reste des Hauses der Bullitts (nur ein Fundament und eine Feuerstatt) können auf dieser Parzelle besichtigt werden.
Über die Zeit wurde der Park zu seiner heutigen Größe von 1.545 Acres (625 ha) erweitert, indem weiteres Land akquiriert wurde.
Obwohl generell ein stiller und sicherer Park, hat der Squak Mountain über die Jahre auch anderes erlebt.
- Am 15. Januar 1953 kam eine DC-4 der Flying Tiger Line während eines schweren Sturms auf dem Weg von Burbank (Kalifornien) zum Boeing Field vom Kurs ab, streifte die Bäume nahe dem Gipfel und stürzte nahe einer Farm an der Issaquah-Hobart Road ab; alle Insassen wurden getötet. Das Feuer an der Absturzstelle war so heftig, dass Rettungskräfte diese erst vier Tage später erreichten, um die Leichen zu bergen.[9][10]
- Am 4. Mai 1991 verschwand die demente Donna Barensten bei einer Wanderung mit ihrem Ehemann Ron im Squak Mountain State Park. Ihre Leiche wurde fast ein Jahr später, am 27. April 1992 gefunden.[11][12][13][14][15][16][17]
- Am 25. April 2004 wurde die Leiche von Alena Stathopoulos (29) von zwei Wanderern am Squak Mountain Trail nicht weit von der SE May Valley Road gefunden. Ihre Mitbewohnerin Esther Rose Havekost wurde im Dezember 2004 wegen Mordes an ihr in ihrem gemeinsamen Apartment verhaftet; sie sollte einem Mann 10.000 USD für die Beseitigung der Leiche gezahlt haben. Sie wurde zu 27 Monaten Haft verurteilt.[18][19][20]
- Am 7. August 2011 starb Kenneth Blanchard (53), ein erfahrener Gleitschirmflieger, nachdem ein Problem im Leinenwerk seines Schirms ihn zum Absturz aus 40 ft (12 m) … 50 ft (15 m) Höhe brachte. Er war am Poo Poo Point am Tiger Mountain mit der Absicht gestartet, nicht im Tiger Mountain Flight Park,[21] sondern auf einer Wiese in der Nähe seines Hauses in Renton zu landen. Während er das High Valley an der Südwestseite des Squak Mountain überflog, kam es zum katastrophalen Versagen seiner Ausrüstung, die zu seinem Sturz in den Tod auf einer Wiese führte.[22]

## Park
Das gut gekennzeichnete Wanderwege-System besteht hauptsächlich aus verlassenen Straßen, die sich jedes Jahr weiter zu schmalen Wegen verengen. Einer dieser Straßen-Wege führt zum Fundament und der Feuerstätte des ehemaligen Sommerhauses der Familie Bullitt. Fernsichten sind aufgrund der Bewaldung selten. Die Hauptattraktion des Squak Mountain ist seine urbane Wildnis.

### Wanderwege
Die Siedlungsentwicklung in Issaquah hat sich bis an die Parkgrenzen in einer Höhe von 1.100 ft (335 m) ausgedehnt. Der Park kann über einen Zugangspunkt 740 ft (226 m) an der Haarnadelkurve des Mountainside Drive im Norden betreten werden, außerdem über den ausgeschilderten Eingang an der May Valley Road im Süden 350 ft (107 m). Ein kleinerer Zugangspunkt befindet sich an der Straße von Renton nach Issaquah im Westen 400 ft (122 m). Weitere Zugangspunkte können über den Sycamore Drive SE und den Sunrise Place SE erreicht werden.